# Campionati europei di slittino 1962
I Campionati europei di slittino 1962 sono stati la 15ª edizione della competizione.
Si sono svolti a Weißenbach, in Austria.

## Medagliere
| Pos.   | Nazione        | Oro | Argento | Bronzo | Totale |
| ------ | -------------- | --- | ------- | ------ | ------ |
| 1      | Austria        | 1   | 3       | 2      | 6      |
| 2      | Polonia        | 1   | 0       | 1      | 2      |
| 3      | Germania Ovest | 1   | 0       | 0      | 1      |
| Totale | Totale         | 3   | 3       | 3      | 9      |

## Podi
| Evento            | Oro                      | Argento                         | Bronzo                         |
| Singolo Maschile  | Josef Lenz               | Anton Venier                    | Zdzyslaw Siuda                 |
| Singolo Femminile | Irene Pawelczyk          | Helene Thurner                  | Gerda Cegner-Rieser            |
| Doppio            | Anton Venier Ewald Walch | Josef Feistmantl Manfred Stengl | Reinhold Frosch Ludwig Gassner |